# 白鹤街道 (重庆市)
白鹤街道，是中华人民共和国重庆市开州区下辖的一个乡镇级行政单位。

## 行政区划
白鹤街道下辖以下地区：
东华社区、大胜社区、天祠社区、红亮社区、白鹤村、鹤林村、宝安村、文峰村、多俏村、黄桷村、高楼村、高尚村、四胜村、登云村、大义村和三合村。